# سوسنوفكا
سوسنوفكا (بالروسية: Сосновка) هي إحدى مدن روسيا في الكيان الفدرالي الروسي كيروف أوبلاست.